# Атрик
Атрик (таб. Чӏиллихъ) — село в Хивском районе Дагестана. Входит в состав муниципального образования «Сельсовет Ургинский». Население по данным переписи 2010 г. составляет 239 чел.

## География
Село расположено в 17 км к северо-западу от административного центра района — с. Хив, недалеко от границы с Табасаранским районом. В 5,5 км к северу находится с. Джули, в 2 км к юго-востоку с. Хурсатиль.

## Население
| 1895 | 1926 | 1939 | 1970 | 1989 | 2002 | 2010 |
| ---- | ---- | ---- | ---- | ---- | ---- | ---- |
| 156  | ↗188 | ↗210 | ↘184 | ↘170 | ↗184 | ↗239 |
| 2021 |      |      |      |      |      |      |
| ↘195 |      |      |      |      |      |      |